# Vaux-en-Dieulet
Vaux-en-Dieulet är en kommun i departementet Ardennes i regionen Grand Est (tidigare regionen Champagne-Ardenne) i nordöstra Frankrike. Kommunen ligger  i kantonen Buzancy som ligger i arrondissementet Vouziers. År 2022 hade Vaux-en-Dieulet 54 invånare.

## Befolkningsutveckling
Antalet invånare i kommunen Vaux-en-Dieulet
Referens: INSEE